# أبو كبير (يافا)

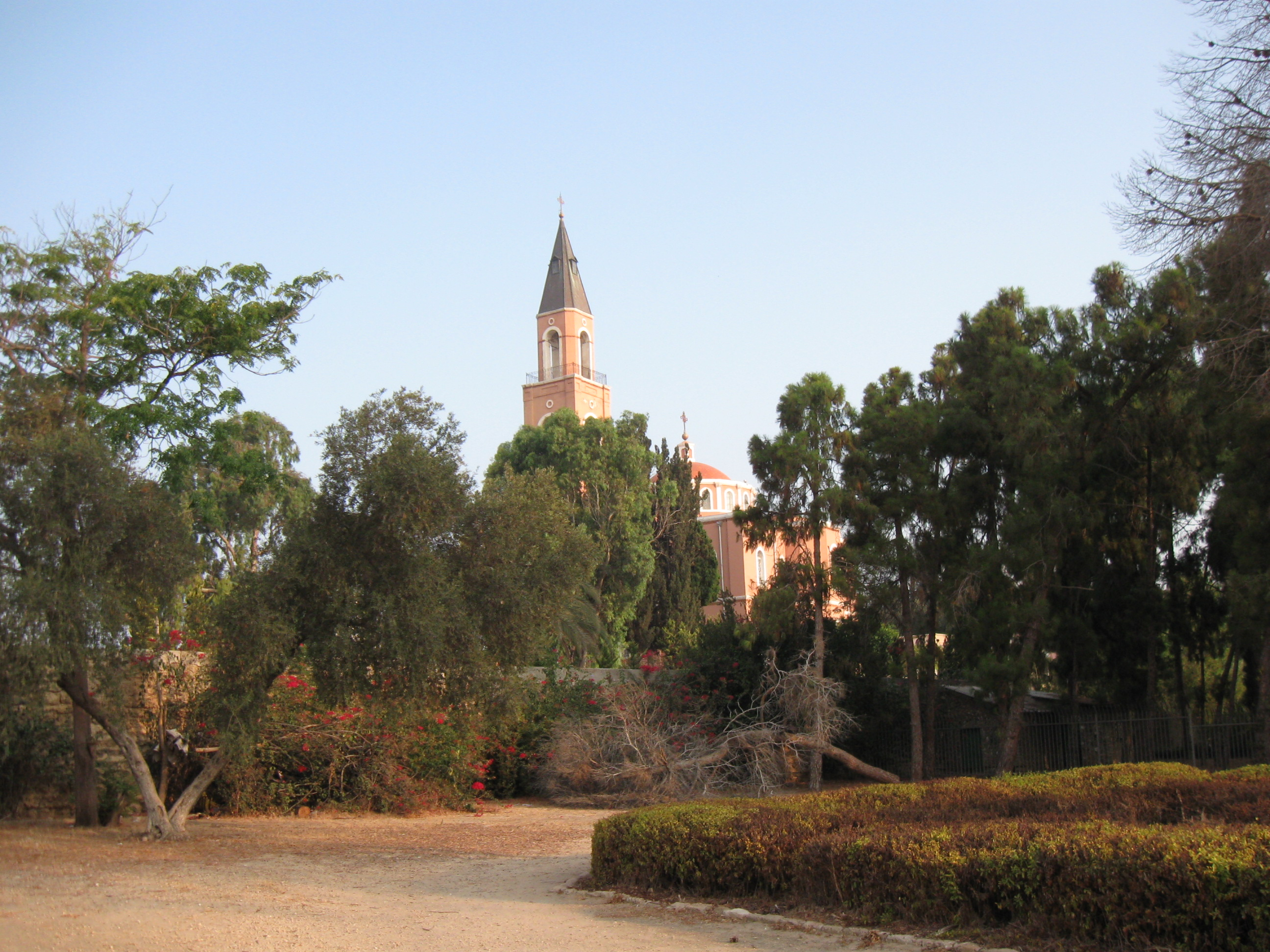

## الموقع والسكان
يعود تاريخ الحي إلى فترة الحملة المصريّة إلى الشام، بحيث مرت جيوش إبراهيم باشا بالقرب من يافا واستقرّت بالجانب الشرقي للمدينة، وذلك مراعاة لأهالي يافا
الذين مرّوا بتجربة تهويد، ألا وهي المجزرة زمن احتلال نابليون بونابرت ليافا عام 1799.
أراضي حي أبو كبير كباقي أراضي يافا، تعتبر من أخصب الأراضي في فلسطين مليئه بالاراضي الخصبة الزراعية كبيارات الحمضيات. الحي كان مليئًا بالبيارات التي امتلكتها عائلات فلسطينيّة، عائلة أبو رمضان وأبو رحمة وطباجة، بالإضافة إلى عائلة أبو قاعود التي سكنت في بيارة كانت ملكًا لراهبات مار يوسف التي وصلت مساحتها إلى 25 دونماً،
تحتوي على العديد من أنواع الحمضيات، كالبرتقال والكلمنتين والمندلينا والرمّان والقشطة والجوافة الحمراء والبيضاء.
قبل الاحتلال ملأت البيارات والبساتين العديدة التي توزعت على أغلب مساحة يافا التاريخيّة التي عرفت بتصدير برتقالها المشهور الذي وصل إلى كافة مدن حوض البحر الأبيض المتوسط، منذ أواخر القرن التاسع عشر وحتى عام النكبة 1948".

## الاحتلال والتهجير
نفذت العملية الأولى ضد أبو كبير في 13 فبراير 1948. هاجمت أربع فرق صهيونية أبو كبير من اتجاهات مختلفة. فشلت فرقتان في اختراق خط التحصين الفلسطيني واضطروا إلى التراجع. تمكنت فصيلة ثالثة من اقتحام وتفجير أربعة منازل كانت فيها مواقع. قُتل 16 فلسطيني وتم الاستيلاء على العديد من الأسلحة. وهاجمت الفصيلة الرابعة من اتجاه طريق القدس واقتحمت المقر الفلسطيني في وسط الحي. وتمكنوا من قتل قائد المكان "عبدالرحمن أبو رحمة" ومساعديه. قُتل 13 فلسطيني في هذه المعركة.
تم التهجير عام 1972,تم اخلاء جميع البيارات من ملاكها تحت أمر آلة الجرف المدعومة من الشرطة حيث باشرت بتخريب البيارة التي تم بيعها من قبل الرهبنة بعد الضغط عليها للبيع،
وفي المقابل أعطت مديريّة أراضي إسرائيل، التي سيطرت على أراضي اللاجئين الفلسطينيين.
وتم بناء عمارات لإسكان اليهود الجدد على أراضيه، وهكذا تحوّل الحي إلى حي يهوديّ صرف، مثله مثل باقي عمليات التطهير العرقي التي استمرّت دولة الاحتلال في العمل بها بعد عام 1948.

## بعد الاحتلال
تم تحويل اسمه بالعبريّة لـ"نافيه عوفير"، أو تل كبير، نسبةً لموقعه الجغرافي وارتفاعه إلى 25 متراً فوق سطح البحر، مثلما تم تحويل معالمه الفلسطينيّة وطمسها من بعد نكبة 1948.
بعد الاحتلال تغيرت معالم البلده على الرغم من طمس معالم هذا الحي من قبل الاحتلال الإسرائيلي، ما زالت هناك بعض البيوت الصامدة عبر السنوات والتي تم استغلالها من قبل المستوطنين اليهود.
شمال حي أبو كبير، صمد أحد المباني الضخمة المكوّن من طابقين وقطعة أرض تحيطه مثل أغلب بيوت العائلات الفلسطينيّة الغنيّة، المبنى الذي كان يتبع لعائلة العزّة وتحوّل اليوم إلى مركز للغذاء الصحيّ في الطابق الثاني، وفي الطابق الأرضي يلتصق مقهى بمنجرة تتبع لشخص يهوديّ، وذلك بعد صفقة تمّت في السبعينيّات من القرن الماضي بينه وبين مديريّة أراضي إسرائيل.